# Maiya Maneza
Maiya Maneza (en kazajo: Майя Манеза; Tokmak, URSS, 1 de noviembre de 1985) es una deportista kazaja que compitió en halterofilia.
Participó en los Juegos Olímpicos de Londres 2012, obteniendo una medalla de oro en la categoría de 63 kg; medalla que perdió posteriormente por dopaje.
Ganó tres medallas en el Campeonato Mundial de Halterofilia entre los años 2009 y 2011.

## Palmarés internacional
| Juegos Olímpicos   | Juegos Olímpicos       | Juegos Olímpicos | Juegos Olímpicos |
| Año                | Lugar                  | Medalla          | Categoría        |
| ------------------ | ---------------------- | ---------------- | ---------------- |
| 2012               | Londres (Reino Unido)  | DSC              | 63 kg            |
| Campeonato Mundial |                        |                  |                  |
| Año                | Lugar                  | Medalla          | Categoría        |
| 2009               | Goyang (Corea del Sur) | Medalla de oro   | 63 kg            |
| 2010               | Antalya (Turquía)      | Medalla de oro   | 63 kg            |
| 2011               | París (Francia)        | Medalla de plata | 63 kg            |